# Питри, Дональд (ботаник)
До́нальд Пи́три (англ. Donald Petrie, 1846—1925) — шотландский ботаник и школьный учитель, работавший в Новой Зеландии.

## Биография
Родился 7 сентября 1846 года в Эдинкилли в графстве Морейшир в Шотландии в семье фермера Александра Питри и его супруги Изабел Моррисон. Учился в Абердинской средней школе, в 1867 году окончил Абердинский университет со степенью бакалавра. Некоторое время преподавал в Глазго, затем переехал в Мельбурн, став учителем в Скотч-колледже, возглавляемом его дядей Александром Моррисоном.
С 1873 года Питри работал инспектором школ в правительстве в Отаго, в 1874 году стал членом Института Отаго. В свободное время активно путешествовал по Новой Зеландии, занимаясь сбором растений.
В 1880 году Петри и Джордж Мэлком Томсон провели первое систематическое исследование флоры острова Стьюарт, третьего по размеру острова Новой Зеландии. В 1893 году он вместе в Леонардом Кокейном путешествовал по Южному острову.
В 1886 году избран членом Лондонского Линнеевского общества. В 1896 году Питри избирался президентом Оклендского института, в 1915 году — президентом Новозеландского института.
С 1882 года был женат на Мэри Черретт, отец двоих сыновей и дочери.
Скончался в своём доме в Окленде 1 сентября 1925 года.

## Некоторые научные работы
- Petrie, D. List of the flowering plants indigenous to Otago (англ.) // Transactions and Proceedings of the Royal Society of New Zealand[англ.] : journal. — 1896. — Vol. 28. — P. 540—591.

## Роды, названные именем Д. Питри
- Petriella Zotov, 1943, nom. illeg. = Ehrharta Thunb., 1779, nom. cons.